# Marseel
Marseel war ein britischer Automobilhersteller, der von 1919 bis 1925 Kleinwagen herstellte.

## Unternehmensgeschichte
Das Unternehmen Marseal Motors Limited aus Coventry wurde 1919 von Donald Marcus Kelway Marendaz (1897–1988) und Charles A. Seelhoff (1893–?) zur Produktion von Automobilgetrieben gegründet. Seelhoff war außerdem Mitbegründer der Emscote Motor Company in Warwick, welche bei Marseal eine größere Bestellung für Getriebe aufgab, diese aber nicht abnehmen konnte.
Aus dieser Verlegenheit beschlossen Marendaz und Seelhoff, selber Automobile herzustellen, in welchen diese überzähligen Getriebe verbaut wurden. Die Autos wurden als Marseel vermarktet, eine Verbindung der Namen der beiden Gründer Marendaz und Seelhoff. Als Seelhoff 1923 das Unternehmen verließ, wurde die Marke, in Übereinstimmung mit dem Firmennamen, in Marseal umbenannt.
1925 wurde die Produktion eingestellt. Insgesamt wurden etwa 1200 Fahrzeuge gebaut. Donald Marcus Kelway Marendaz stellte nun unter seinem Namen Marendaz Fahrzeuge her.

## Fahrzeuge

### Marseel
Das erste Modell 9/26 HP von 1919 war mit einem Coventry Simplex Vierzylindermotor mit 1496 cm³ Hubraum ausgestattet. Beim Nachfolgermodell 11/55 HP von 1920 bis 1923 betrug der Hubraum 1496 cm³. Das Modell Six mit Sechszylindermotor und 1754 cm³ Hubraum gab es etwa zwischen 1920 und 1921. Der 10,8 HP von 1921 hatte 1498 cm³ Hubraum.

### Marseal
Zwischen 1924 und 1925 gab es die Vierzylindermodelle 11/27 HP mit 1247 cm³ Hubraum, 12/40 HP mit 1496 cm³ Hubraum und 11/40 HP mit 1368 cm³ Hubraum.